# Villaescusa la Solana
Villaescusa la Solana es una localidad situada en la provincia de Burgos, en la comarca de Montes de Oca, partido judicial de Burgos, ayuntamiento de Villaescusa la Sombría. Situado en la vertiente mediterránea de los Montes de Oca, linda con La Bureba. El río Cerratón, afluente del Oca, atraviesa el municipio en dirección este a oeste. El Camino de Santiago recorre la zona sur del municipio en su tramo entre Valdefuentes y San Juan de Ortega. Tiene como municipios limítrofes al norte Castil de Peones y al este con Cerratón y Arraya, al sur y oeste con Barrios de Colina.

## Historia
En el censo de Floridablanca de 1787 aparece como villa perteneciente a la Hermandad de Montes de Oca, en el partido Juarros con jurisdicción de realengo ejercida por su alcalde ordinario. A la caída del Antiguo Régimen se constituye en municipio, conocido entonces como Villaescusa de Solana en el partido de Belorado, perteneciente a la región de Castilla la Vieja, que en el censo de 1842 contaba con 21 hogares y 79 vecinos.
Este municipio crece al incorporar las localidades vecinas de Villaescusa la Sombría y Quintanilla del Monte en Juarros para posteriormente cambiar de denominación pasando a denominarse Villaescusa la Sombría.

## Demografía
| Gráfica de evolución demográfica de Villaescusa la Solana entre 1842 y 1877 |
| |
| Población de derecho según los censos de población del INE. Población de hecho según los censos de población del INE.Entre el censo de 1857 y el anterior, crece el término del municipio porque incorpora a Villaescusa la Sombría y Quintanilla del Monte en Juarros. Entre el censo de 1887 y el anterior, este municipio desaparece se integra en el municipio Villaescusa la Sombría. |

## Gastronomía
La gastronomía típica de la zona incluye:
- Lechazo.
- Morcilla de Burgos.
- Queso fresco de Burgos.

## Edificios Religiosos
La iglesia de Nuestra Señora de la Riva es dependiente de la parroquia de Quintanilla del Monte en Juarros en el arciprestazgo de Oca-Tirón de la diócesis de Burgos.